# Национальный музей Ганы
Национальный музей Ганы — историко-художественный музей, находящийся в столице Ганы Аккре, открытый в 1957 году. Это самый крупный и старейший из шести музеев, находящихся в ведении Совета музеев и памятников Ганы (GMMB).
Национальный музей Ганы расположен на Барнс-роуд в центре Аккры, в непосредственной близости от Национального музея науки и техники Ганы.
Музей расположен в двухэтажном здании.
В собрании музея находятся предметы археологии, этнографии, а также изобразительного искусства.

## История
Здание музея было открыто 5 марта 1957 года в рамках празднования независимости Ганы. Официальное открытие провела греческая герцогиня Кентская, принцесса Марина. Первым директором музея был А. В. Лоуренс.

## Экспозиция

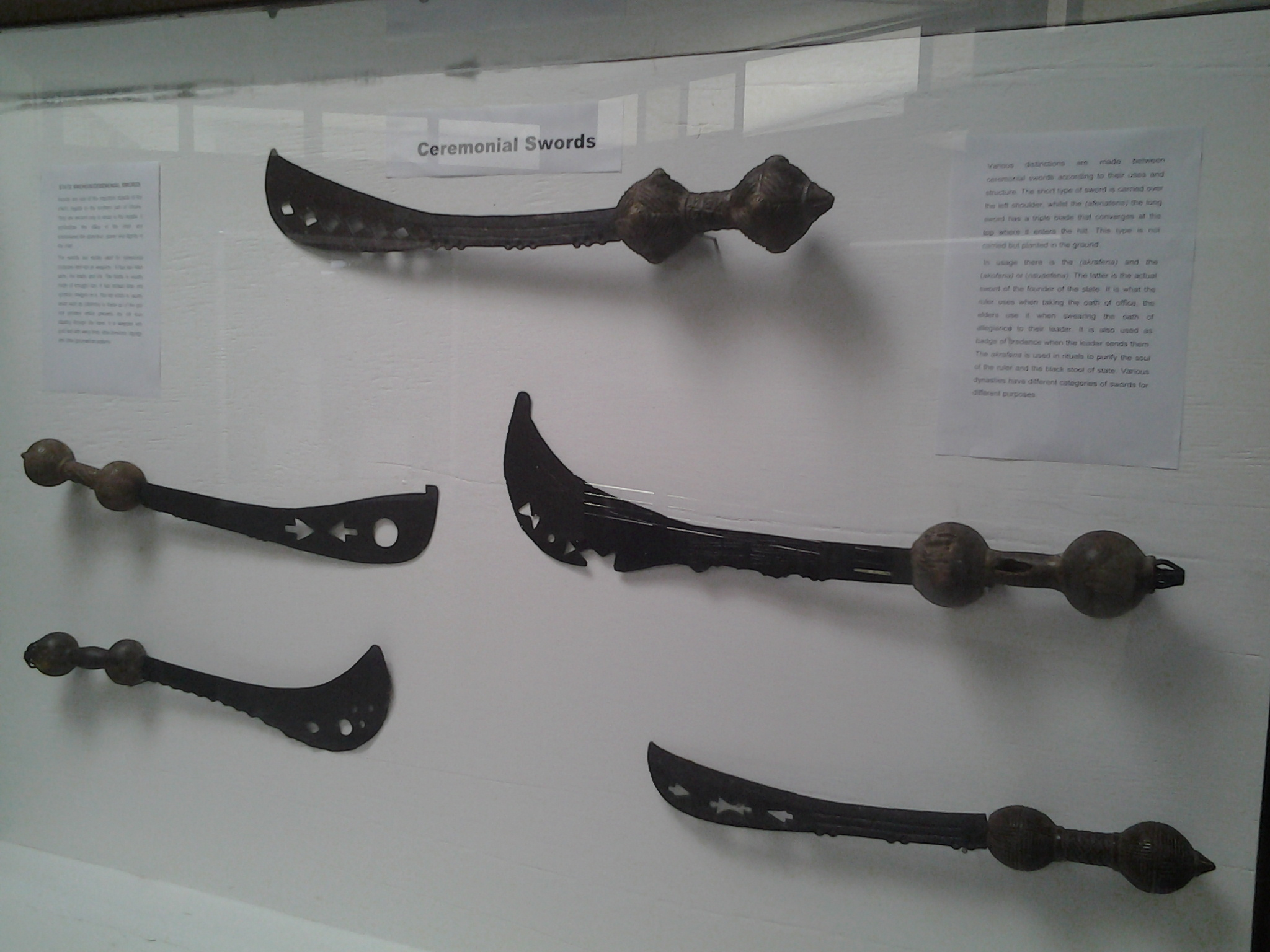
Редкие доколониальные мачете. Эти символы королевской власти чаще всего встречаются в домах вождей

В постоянной экспозиции, посвящённой этнографии представлены регалии вождей, музыкальные инструменты коренных жителей Ганы,  нательные украшения, в том числе и бусы, традиционные ткани, табуретки и керамика . Есть также предметы из других африканских стран, приобретенные путем обмена. Примерами являются маски Сенуфо из Кот-д’Ивуара, деревянные фигурки зулусов и изделия из бисера из Южной Африки. Кроме того, есть также древние бронзовые головы Ифе из Нигерии и резные фигурки Бушонго из Конго.

Экспонаты небольшой, но впечатляющей художественной галереи состоят в основном из современных картин Ганы, выполненных маслом, пастелью, акрилом, акварелью и коллажами . Помимо этого, в коллекции представлены скульптуры, выполненные из различных материалов.

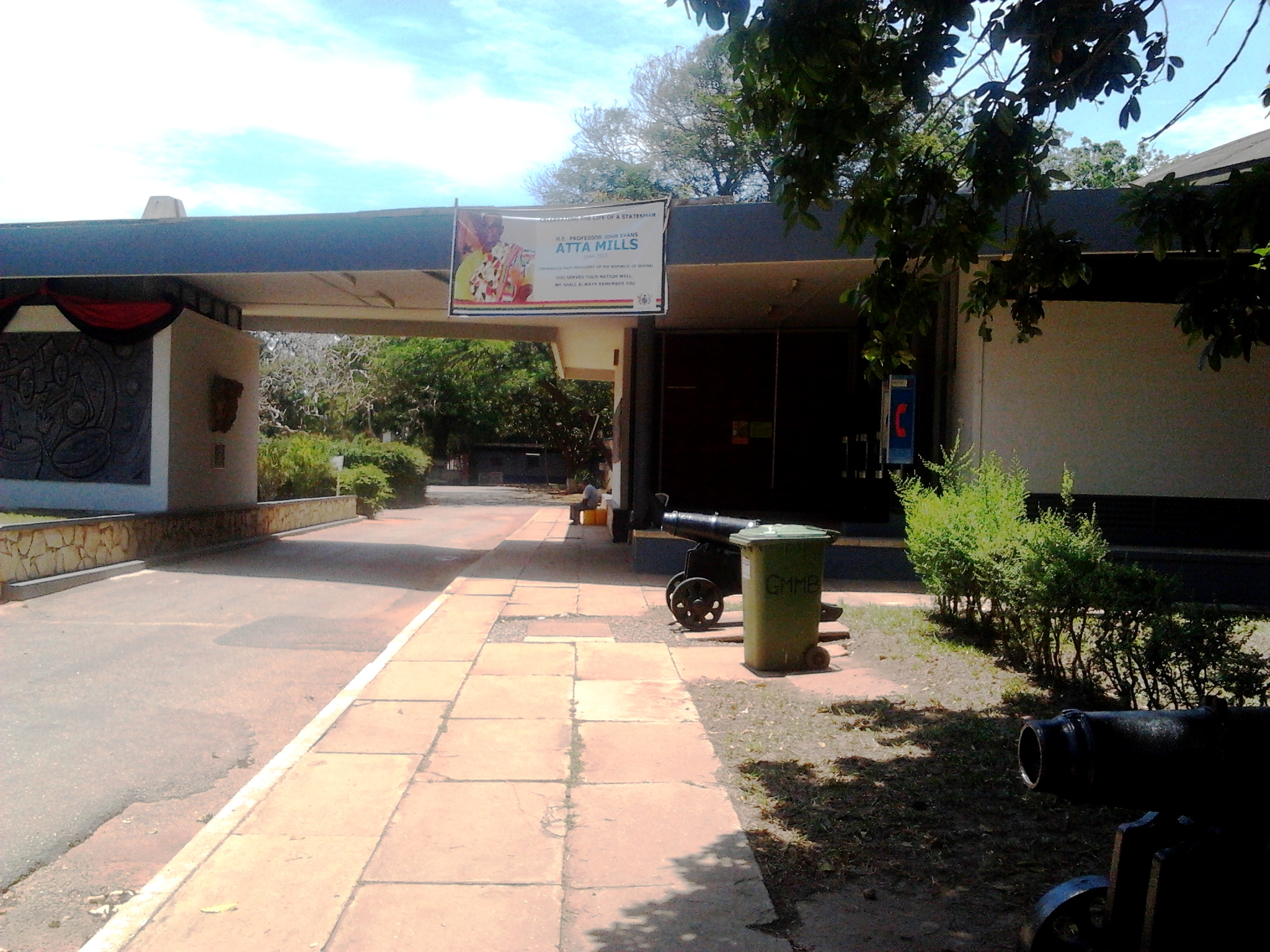
Вход в музей

Постоянная экспозиция включает в себя археологические находки каменного века, а также обширные материалы по доколониальной истории и культуре, а также колониальному периоду и более поздним экспонатам.
Особо стоит отметить экспозицию  золотых гирь Ашанти: отдельные экземпляры представляют диапазон вариаций древних практик взвешивания и оплаты в Империи Ашанти. Эти художественные миниатюрные золотые скульптуры, в частности, очень популярны среди коллекционеров, и их редко можно увидеть в таком количестве, как в Национальном музее Ганы.
В экспозиции выставлены  традиционные инструменты и деревянные стулья вождей. Также представлены традиционные ткани Кенте и древняя керамика.
Экспликации и этикетаж написаны на английском языке.
Музей сотрудничает с музеями африканских стран, благодаря  соглашениям с этими музеями, в постоянной экспозиции помещены некоторые экспонаты из соседних стран Ганы и других африканских стран.

Многие экспонаты попали в коллекцию из собственности  привилегированных слоев владельцев капиталов колониальной эпохи,  были предоставлены традиционными правителями,  археологами.

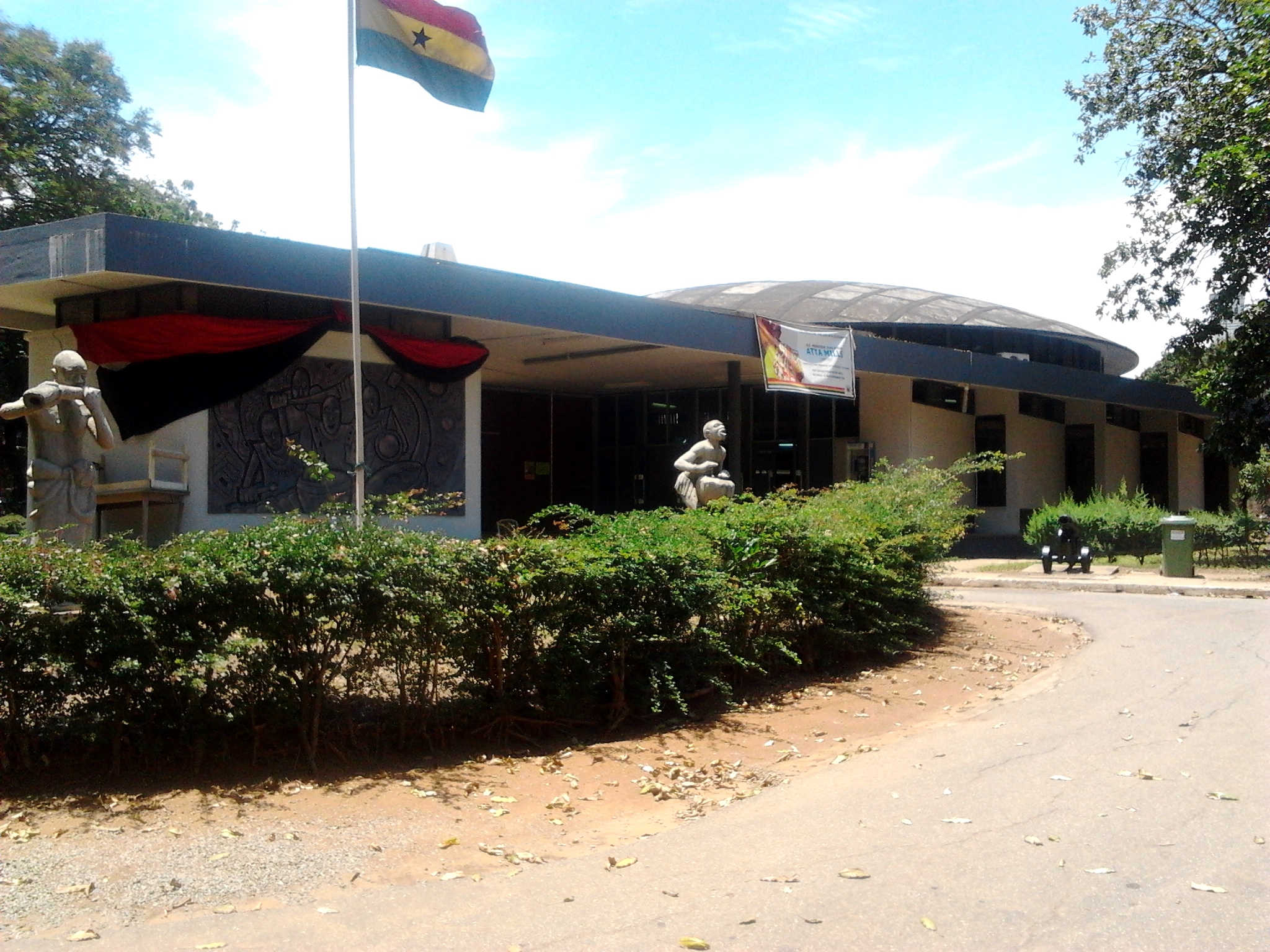
Центральный фасад

Внутренний двор музея называется Скульптурным садом. Здесь находятся статуи и их композиции, в том числе и каменное воплощение Кваме Нкрума, первого президента Ганы, сделавшего огромный вклад в развитие Ганы.

## Выставки
В январе 2006 года состоялась выставка изобразительного искусства Корпуса мира на тему «Искусство, любовь к жизни». Выставка была посвящена иммунодефицитному заболеванию СПИД.
С ноября 2007 года в музей приезжала передвижная выставка «Память Брокена» (история и экспроприация культурных ценностей, отраженная в современном искусстве) из Национального музея Мали в Бамако, где она экспонировалась с сентября 2007 года. С января 2008 года выставка была показана в Музее африканского искусства в Дакаре, Сенегал. Затем выставка гастролировала в Европе.